# Famufest
FAMUFEST je multižánrový filmový festival, který každoročně pořádají studenti Filmové a televizní fakulty Akademie múzických umění v Praze. Cílem přehlídky je představit tvorbu studentů této školy široké veřejnosti prostřednictvím veřejných projekcí a dalšího programu. Festival se koná s přestávkami od roku 1983 dodnes.

## Historie
Počátky FAMUFESTU sahají až do roku 1983, kdy se konala akce, která je nejčastěji označována za první ročník. V březnu toho roku totiž v paláci Savarin a v Ústředním klubu školství a kultury uspořádala skupina studentů FAMU třídenní akci s názvem Festival SUOČ 1983 I. přehlídka filmařského mládí (SUOČ znamená studentská umělecká a odborná činnost). Akce měla úspěch a započala tak první éra FAMUFESTU, o které je v tuto chvíli nejméně informací. U některých ročníků chybí kompletní informace o místě i datu konání, nicméně se ví, že se tento festival konal pravidelně a poslední ročník tohoto druhu se uskutečnil v únoru roku 1989 v Ústřední knihovně Městské knihovny v Praze. V této době se hodně hledala podoba celé přehlídky. Promítání se odehrávala přímo v prostorách FAMU i na veřejných místech a v posledních ročnících této etapy vývoje pak došlo k přesunu termínu konání z původního jara na podzim. Hlavní cenou festivalu tehdy byla cena Maxim, která se udílela dlouhých 13 let (naposledy byla udělena v roce 1997). Stejný název nesla cena ještě chvíli mezi lety 2004–2006, ale od té doby se jméno a podoba hlavní festivalové ceny mění podle koncepce aktuálního ročníku.
V roce 1990 se festival nekonal, ale již v roce 1991 započalo období, které lze označit za druhou éru FAMUFESTU, kdy přehlídka transformovala svůj název na Festival FAMU (a k tomu vždy příslušný rok). V této době opět festival několikrát změnil své místo, nejčastěji se konal v Divadle Archa, nebo opět v Ústřední knihovně Městské knihovny v Praze. Za zmínku z této doby pak určitě stojí 14. ročník (rok 1997), kdy bylo poprvé do názvu přidáno téma festivalu (Sobě–tobě–době). Zároveň se festival v několika ročnících vrátil k původnímu jarnímu termínu konání.
Období Festivalu FAMU končí rokem 2000, kdy se festival přejmenoval a vznikl FAMUFEST. V této éře se festival postupně proměnil na současnou podobu a získal rámec profesionální akce pod vedením školy. Zajímavostí tohoto milníku je ještě vznik webových stránek festivalu. Přehlídka se přesunula z různých kulturních sálů převážně do kin, za zmínku v tomto směru stojí 19. ročník (rok 2002), kdy se centrem festivalu poprvé stalo kino Bio Oko. Nicméně experimentování s prostory neskončilo, festival navštívil divadla Komedie, Archa, NoD, Vzlet či Novou scénu ND. Místem konání také byla kina Světozor, Aero, Atlas nebo kino Pilotů. Pravidlem se pak stalo přidávání jednotného tématu festivalu do jeho názvu. Termínově se tyto ročníky ustálily na listopadu příslušného roku.

## Současný FAMUFEST
Dalším přelomový okamžikem je rok 2019. Kvůli počínající covidové krizi byl tento ročník přesunut na jaro 2020, jenže ke zlepšení situace nedošlo a ročník 2019 se tak nekonal. Následující ročníky 2020 a 2021 pak probíhaly v různých online a distančních formách (např. ročník 2021 do festivalu zapojil v covidovém období oblíbené autokino). V plném rozsahu se pak festival mohl konat až v roce 2022, přičemž ustupující pandemie opět pomohla k celé řadě změn. Za prvé: do názvu festivalu se přestal přidávat rok konání, ale naopak pořadí ročníku (v názvu stále zůstává jednotné téma). Za druhé: festival se rozrostl o nová místa. Již se nejednalo o jedno nebo dvě kina, ale festival přidal i konferenční prostory pro konání industry programu, případně o hudební kluby či výstavní prostory pro konání různých doprovodných akcí (koncerty, instalace). Od roku 2023 se pak festival vrátil na Prahu 7, do okolí již zmiňovaného kina Bio Oko, které je jeho domovem dodnes (z okolních podniků se do festivalu zapojuje například divadlo Alfréd ve dvoře, klub Letka, AVU, nebo multifunkční prostor Bike Jesus). Kvůli covidovému přesunu se pak datum konání na pevno ustanovilo na jaro příslušného roku.

## Organizace festivalu
Festival nemá pevně dané stálé vedení, ale na koncept jeho dalších ročníků, a tedy i jeho dalšího vedení je vypisováno výběrové řízení. Pevně dané je pouze to, že realizační tým se pravidelně skládá ze studentů 2. ročníku bakalářského studijního programu Katedry produkce, přičemž pedagogové této katedry pak dohlíží jak na přípravu, tak i na samotnou realizaci. Organizace se řídí statutem festivalu, který vydává kolegium děkana/ky a schvaluje Akademický senát FAMU. Díky tomuto systému pak lze těžko popsat společné znaky všech ročníků, protože každé vedení přichází se svou osobitou koncepcí a pojetím celé akce. Mezi společnými jmenovateli posledních let lze nicméně zmínit on-screen program, off-screen program, industry program a spolupráci, jak mezi katedrami FAMU, tak mezi fakultami AMU, tak mezi uměleckými VŠ doma i v zahraničí. Na výrobě festivalu se každoročně podílí štáb čítající kolem 50 lidí, plus další dobrovolníci a spolupracovníci.
Rozpočet festivalu je částečně hrazen z rozpočtu FAMU, částečně pak z veřejných zdrojů (Státní fond audiovize, Ministerstvo kultury) a částečně ze sponzorských darů.

## Soutěž
Nezbytnou součástí festivalu je soutěžní sekce. Ta většinou nemívá podobu klasické festivalové soutěže, ale spíše cen jako je BAFTA, Academy Awards, nebo Český lev. Dle aktuálně platného statutu festivalu je realizačním týmům doporučeno udílet ceny v těchto kategoriích:
- Nejlepší film FAMUFESTU
- Nejlepší režie hraného filmu
- Nejlepší režie dokumentárního filmu
- Nejlepší režie animovaného filmu
- Nejlepší intermediální a konceptuální tvorba
- Nejlepší kamera
- Nejlepší střih
- Nejlepší zvuk
- Nejlepší fotografie
- Nejlepší produkce
- Nejlepší nerealizovaný scénář
- Nejlepší realizovaný scénář
- Aramisova cena (cena pro nejlepší počin studentů 1. ročníku)

Vedení aktuálního ročníku má ale právo stanovit si i vlastní soutěžní kategorie. Pravidelně je většinou zařazována ještě Cena diváků. Soutěžní kategorie by měly být stanoveny tak, aby bylo možné prezentovat práci všech kateder FAMU, většinou proto během festivalu probíhá i akce, kdy je prezentovaná tvorba Katedry herního designu, protože pro tu nebývá vypsaná samostatná soutěž (tato katedra má pouze magisterský studijní program a produkuje tak jen omezené množství děl). V případě, že jsou vypsány soutěžní kategorie přesně podle statutu, musí být podle stejného dokumentu pro některé soutěžní kategorie sestavována samostatná porota.
Do soutěže jsou přijímány pouze snímky vytvořené studenty nebo nedávnými absolventy FAMU. Snímky hodnotí odborná porota složená z profesionálů v oboru. Její složení se každý rok mění, podle aktuálního vedení festivalu. Osobnosti v porotě většinou na FAMU trvale pedagogicky nepůsobí, a tudíž mohou přinášet na tvorbu studentů alternativní pohled.

## Vizuální identita a znělka
Každý ročník podle aktuální koncepce vypisuje výběrové řízení na vizuální identitu a znělku festivalu. Vizuální identita většinou kreativně ztvárňuje a odráží zadané téma, znělka pak slouží pro uvození jednotlivých bloků festivalu. Na základě vizuální identity je pak zpravidla vytvářen merch, katalog a jiné propagační předměty.

## Název
Správné psaní názvu není přesně stanoveno. Z odborného hlediska vzniká název festivalu složením zkratky FAMU (označující Filmovou a televizní fakultu Akademii múzických umění v Praze) a zkráceniny slova festival. Správně by se tak název měl pravděpodobně psát FAMU fest, nicméně statut festivalu pracuje s variantou FAMUFEST a v minulosti se v oficiálním názvu objevily i formy: „Famufest“, „Famu fest“, „Famu Fest“ anebo i pouhá zkratka názvu „FF“.

### Externí dokazy
- Webové stránky festivalu
- Webové stránky FAMU
- Výstava o historii FAMUFESTU zpracovaná pro 40. ročník studenty Katedry filmových studií FF UK v Praze
- Statut festivalu